# Oyggjarvegur
Oyggjarvegur er den gamle hovedvej 10 over fjeldene fra Tórshavn på Færøerne mod nord til Vestmanna, Vágar og Kollafjørður. Vejen mistede sin trafikale betydning efter at den nye tunnel og hovedvej mod nord blev indviet i 1992. 
I nutiden er Oyggjarvegur en seværdighed på grund fjeldnaturen og de mange panoramaudsigter.
Vejen begynder sydvest for Nordens Hus og går lidt efter forbi Hotel Føroyar, hvorfra der er panoramaudsigt over Tórshavn og Nólsoy. Halvvejs på strækningen går der en sidevej mod venstre til Norðradalur, hvor der efter ca. 100 meter er en parkeringsplads med panoramaudsigt til øen Koltur. Efter at være kommet tilbage på Oyggjarvegur ligger der ved Mjørkadalur admidnastrationsbygningerne for Færøernes Kommando. 
Ca 1,5 kilometer efter Mjørkadalur fører en asfalteret serpetinervej op til det 749 meter høje Sornfelli. Ligefør radaranlægget til højre er der en parkeringsplads hvorfra der er panoramaudsigt til en stor del af af Færøerne. 
Oyggjarvegur ender nede ved servicestationen, hvorfra der er vejforbindelse til Vestmanna, Vágar og Eysturoy.
- Koltur set fra Oyggjarvegur i nærheden af Norðradalur
- Natos tidligere radarstation på Sornfelli
- Kollurfjørður set fra Oyggjarvegur
- Kalbakfjørður set fra Oyggjarvegur